# Daniel-Henry-Kahnweiler-Preis
Der Daniel-Henry-Kahnweiler-Preis ist eine deutsche Auszeichnung für bildende Künstler. Er wird seit 1981 in unregelmäßigen Abständen von der 1979 durch die Stadt Rockenhausen gegründeten „Kahnweiler-Gedenkstiftung“ ausgelobt und ist derzeit mit 10.000 € dotiert (Stand 2015). Zusätzlich kann es einen Förderpreis in Höhe von 2.500 Euro geben. Die Vergabe erfolgt durch eine unabhängige Jury.
Der Preis erinnert an den Kunsthändler Daniel-Henry Kahnweiler (1884–1979), der Ehrenbürger von Rockenhausen war und der Stadt seine Bibliothek vermacht hat.

## Preisträger
- 1981: Reinhard Bachtler, Kaiserslautern; Hermann Theophil Juncker, Homburg; Klaus Heinrich Keller, Rodalben; Marghitta Abels, Hannover (Förderpreis)
- 1982: Horst Solf, Heidenheim; Margot Stempel-Lebert, Landau; Hetum Gruber, Baden-Baden (namentliche Anerkennung); Gerd Weiland, Erlangen (namentliche Anerkennung)
- 1983: Christian Kruck, Frankfurt am Main; Marcus Lembach, Lambrecht; Klaus Fresenius, Speyer (Förderpreis); Hans-Siegfried Röbel, Haßloch (Förderpreis)
- 1984: Guido Ludes, Mainz; Dietmar Gross, Mainz; Peter Großbach, Köln
- 1985: Jossi Ben Jehoschua Blumenberg, Berlin; Josef Nadj, Fellbach-Schmiden; Eberhard Boßlet, Duisburg (namentliche Anerkennung)
- 1987: Reinhard Roy, Bad Weilbach
- 1988: Wolfgang Wiesemes, Köln; Helga Föhl, Idstein (Anerkennungspreis)
- 1990: Walter Schüler, Stuttgart; Alexander Voß, Mühlheim; Claude Sui-Bellois, Bad Vilbel (Förderpreis)
- 1992: Madeleine Dietz, Godramstein; Bettina Elmpt, Stuttgart (Förderpreis)
- 1994: Christiane Schlosser, Albersweiler; Andreas Bausch, Köln (Förderpreis); Georg Dietzler, Köln (Förderpreis)
- 1997: Peter Rösel, Frankfurt am Main (Preisträger Plastik); Jochen Frisch, Speyer (Förderpreis Plastik)
- 1999: Bernadette Rottler, Karlsruhe (Preisträgerin Malerei)
- 2001: Christiane Löhr, Köln (Preisträgerin Bildhauerei/Plastik); Sebastian Stöhrer, Frankfurt am Main (Förderpreis Bildhauerei/Plastik)
- 2004: Annegret Hoch, München (Preisträgerin Malerei)
- 2008: Mathias Garnitschnig, Wien (Preisträger Bildhauerei/Plastik); Philipp Morlock, Mannheim (Förderpreis Bildhauerei/Plastik)
- 2012: Klaus Lomnitzer, Frankfurt (Preisträger Malerei); Lukas Schmenger, Düsseldorf (Förderpreis Malerei)
- 2015: Kai Richter, Düsseldorf (Preisträger Bildhauerei, Plastiken und Installationen)
- 2017: Philipp Hennevogel (Preisträger Arbeiten auf Papier); Barbara Hindahl (zweiter Preis)
- 2019: Jan Bernstein (Preisträger Bildhauerei/Plastiken/Installationen); Jáchym Fleig (Belobigung); Brigitte Schwacke (Belobigung)